# Afanasijs Kuzmins
Afanasijs Kuzmins (Daugavpils (district), 22 maart 1947), is een voormalig Lets olympisch schutter.
Afanasijs Kuzmins nam als schutter tweemaal succesvol deel aan de Olympische Spelen; in 1988 en 1992, op het onderdeel 25 meter snel vuur pistool. In 1988 wist hij op dit onderdeel goud te winnen voor de Sovjet-Unie. In 1992 won hij zilver voor Letland.
Kuzmins nam in totaal aan 9 Olympische Spelen deel, de laatste in 2012 op 65-jarige leeftijd waar hij zeventiende werd. Verder won hij in 1986 het wereldkampioenschap.